# Maria Mulambo
Maria Mulambo ou Maria Molambo é uma falange de pombajiras da Umbanda e da Quimbanda.
Entre as oferendas mais comuns para a entidade, estão sete rosas, o marafo e saia de cetim.
Entre as diversas sub-falanges estão:
- Maria Mulambo das Almas - Linha de Oyá/Iansã[5]
- Maria Mulambo da Estrada - Linha de Ogum[5]
- Maria Mulambo da Encruzilhada - Linha de Ogum[5]
- Maria Mulambo do Cruzeiro - Linha de Oxóssi/Odé)[5]
- Maria Mulambo da Kalunga - Linha de Omolú-Obaluaê)[5]
- Maria Mulambo da Lixeira - Linha de Nanã)[5]
- Maria Mulambo da Figueira - Linha de Xangô)[5]
- Maria Mulambo das Sete Covas - Linha de Omolú-Obaluayê)[5]